# Bogorodica (1999.)
Bogorodica je dugometražni prvijenac redatelja Nevena Hitreca s akcijskom, ljubavnom i političkom tematikom. Pozitivne kritike se odnose na dinamičnost i montažni slijed, dok se scenarij smatra jednoznačno propagandnim, dramaturgija problematičnom, a likovi nedovoljno razrađeni. U Puli je film osvojio Veliku zlatnu arenu za najbolji film i Zlatne arene za glavnu žensku (Lucija Šerbedžija) i mušku ulogu (Ivo Gregurević).

## Radnja
U hrvatskom selu Lovrincima sa starom majkom (Marija Kohn) živi Kuzma Glavan (Ljubomir Kerekeš), neoženjeni stolar i samouki kipar. Kuzma se zaljubljuje u znatno mlađu seosku učiteljicu Anu Šokčević (Lucija Šerbedžija) te se njih dvoje, usprkos negodovanju Aninih roditelja zbog Kuzmine starosti i prijetnjama Aninog bivšeg dečka, lokalnog nasilnika Đuke Malnara (Goran Navojec), vjenčaju i dobiju sina Ivana. Istovremeno počinje i Domovinski rat. U blizini Lovrinaca pojavljuju se četnici, do jučer dobrosusjedski odnosi između Hrvata i Srba u Lovrincima postaju sve napetiji, a nakon ubojstva Josipa Lukača (Vanja Drach), seoskog učitelja hrvatskog jezika poznatog po izrazito domoljubnim stavovima, lovrinački Srbi napuštaju selo. Dok žene i djeca odlaze u Srbiju, muškarci se, naoružani od strane JNA i četnika, skrivaju u šumi pripremajući napad na selo i pokolj nad dojučerašnjim susjedima i prijateljima. Iako za sebe tvrdi da nije nacionalist, Rade (Ivo Gregurević), Kuzmin najbolji prijatelj i poslovođa u stolariji, se također priključuje odmetnicima potaknut žudnjom za Anom i tinjajućom ljubomorom prema Kuzmi. Nakon što su pobunjeni Srbi zauzeli selo i krenuli u pokolj nad nesrpskim civilima, upravo Rade se krvavo obračunava s Kuzminom obitelji...

## Likovi
- Ljubomir Kerekeš-Kuzma Glavan
- Lucija Šerbedžija-Ana Šokčević
- Ivo Gregurević-Rade
- Goran Navojec-Đuka Malnar
- Marija Kohn-Kuzmina majka
- Vlatko Dulić-Ćiro Šokčević
- Vera Zima-Vinka Šokčević
- Ivan Brkić-četnik Đorđe
- Filip Šovagović-Manojlović
- Matija Kezele-Vidoje,Manojlovićev sin
- Vanja Drach-Josip Lukač
- Goran Grgić-šef policije Sabljak